# Lista dos duques da Silésia
Esta é uma lista de duques do ducado da Silésia.

## Dinastia piasta
| # | Nome         |  | Início do governo | Fim do governo | Cognome(s)      | Notas                                                                    |
| - | ------------ |  | ----------------- | -------------- | --------------- | ------------------------------------------------------------------------ |
| 1 | Vladislau    |  | 1138              | 1146           | O Exilado       |                                                                          |
| 2 | Boleslau (I) |  | 1146              | 1163           |                 |                                                                          |
| 3 | Boleslau I   |  | 1163              | 1172           | O Alto, O Longo |                                                                          |
| 4 | Miecislau IV |  | 1163              | 1173           |                 | Governa até 1172 com Boleslau I. A partir de 1172, governa com Jaroslau. |
| 5 | Jaroslau     |  | 1172              | 1173           |                 | Governa com Miecislau IV.                                                |

Em 1173, o ducado é dividido em várias terras: 
- Ducado da Baixa Silésia
- Ducado da Alta Silésia